# Tyriq Withers
Tyriq Leshon Withers, född 15 juli 1998 i Jacksonville i Florida, är en amerikansk skådespelare. Han började skådespela under år 2019, genom att medverka i kortfilmer och episodiska TV-serier, såsom The CWs Legacies och Tell Me Lies. År 2022 fick han sin stora genombrottsroll som karaktären "Aaron", i ett avsnitt av Donald Glovers dramakomediserie Atlanta ("Rich Wigga, Poor Wigga") på TV-kanalen FX.

## Biografi och utbildning
Withers föddes onsdagen den 15 juli 1998 i Jacksonville i Florida, till föräldrarna Leon Withers, Jr. och Kimberly Hart. Han har en bror vid namn Kionte (1995–2021) och en syster vid namn Cayla. Fadern är mörkhyad, medan modern är ljushyad.
Withers gick på Florida State University, där han under år 2017 var en del av dess amerikanska fotbollslag, detta i rollen som bredmottagare. Han tog därefter examen i affärer och marknadsföring, vilket han gjorde under år 2022.

## Karriär
Withers första stora roll kom under 2022, då han spelade en av huvudrollerna mot George Wallace i antologiserien Atlanta, detta i avsnittet "Rich Wigga, Poor Wigga". Han har efter detta bland annat haft en återkommande roll som karaktären Tim i TV-serien Tell Me Lies.
I juli 2024 tillkännagavs det att Tyriq Withers hade blivit rollbesatt i rebooten av Jag vet vad du gjorde förra sommaren, tillsammans med Camila Mendes (hoppade av projektet i september samma år) och Madelyn Cline. Filmen släpptes för officiell biopremiär den 18 juli 2025.

## Filmografi (i urval)
- 2021 – Legacies (TV-serie)
- 2022 – Atlanta (TV-serie)
- 2022 – Senior Year (okrediterad medverkan)
- 2022 – Tell Me Lies (TV-serie)
- 2025 – I Know What You Did Last Summer
- 2025 – Him